# Reichsstraße 121
Die Reichsstraße 121 (R 121) war bis 1945 eine Staatsstraße des Deutschen Reichs, die größtenteils in der Provinz Schlesien lag. Die Straße nahm ihren Anfang an der damaligen Reichsstraße 5 in Prochowice (Parchwitz), verlief zunächst auf der Trasse der heutigen Droga krajowa 94 nach Legnica (Liegnitz), wo die Reichsstraße 115 und die Reichsstraße 154 gekreuzt wurden, und weiter über Złotoryja (Goldberg; Einmündung der Reichsstraße 155), Jelenia Góra (Hirschberg; Kreuzung mit der Reichsstraße 6)  und weiter auf der Trasse der heutigen Droga krajowa 3/Europastraße 65 über Szklarska Poręba (Schreiberhau), überschritt die Grenze zur früheren Tschechoslowakei und endete bei der Häusergruppe Mýtiny (Strickerhäuser, einem Ortsteil von Harrachov) an der damaligen Reichsstraße 150.
Ihre Gesamtlänge betrug rund 117 Kilometer.